# 深夜秀战争
《深夜秀战争：当雷诺的节目提前和电视疯了时》（英語：The War for Late Night: When Leno Went Early and Television Went Crazy）是一部2010年的非小说图书，该书的作者是《纽约时报》的记者比尔·卡特。它记述了2010年时美国深夜脱口秀节目《The Tonight Show》主持人柯南·奥布莱恩和杰·雷诺的冲突。